# Dicranota (Dicranota) nippoalpina
Dicranota (Dicranota) nippoalpina is een tweevleugelige uit de familie Pediciidae. De soort komt voor in het Palearctisch gebied.